# Isanotski Peaks
Isanotski Peaks ist ein Schichtvulkan in Alaska auf Unimak Island, der östlichsten Insel der Aleuten, USA. Der Berg liegt rund 16 km östlich des Shishaldin.
Der Name des Berges ist abgeleitet von der Isanotski Strait und wurde erstmals 1852 von Michail Tebenkow in einer Karte erwähnt.

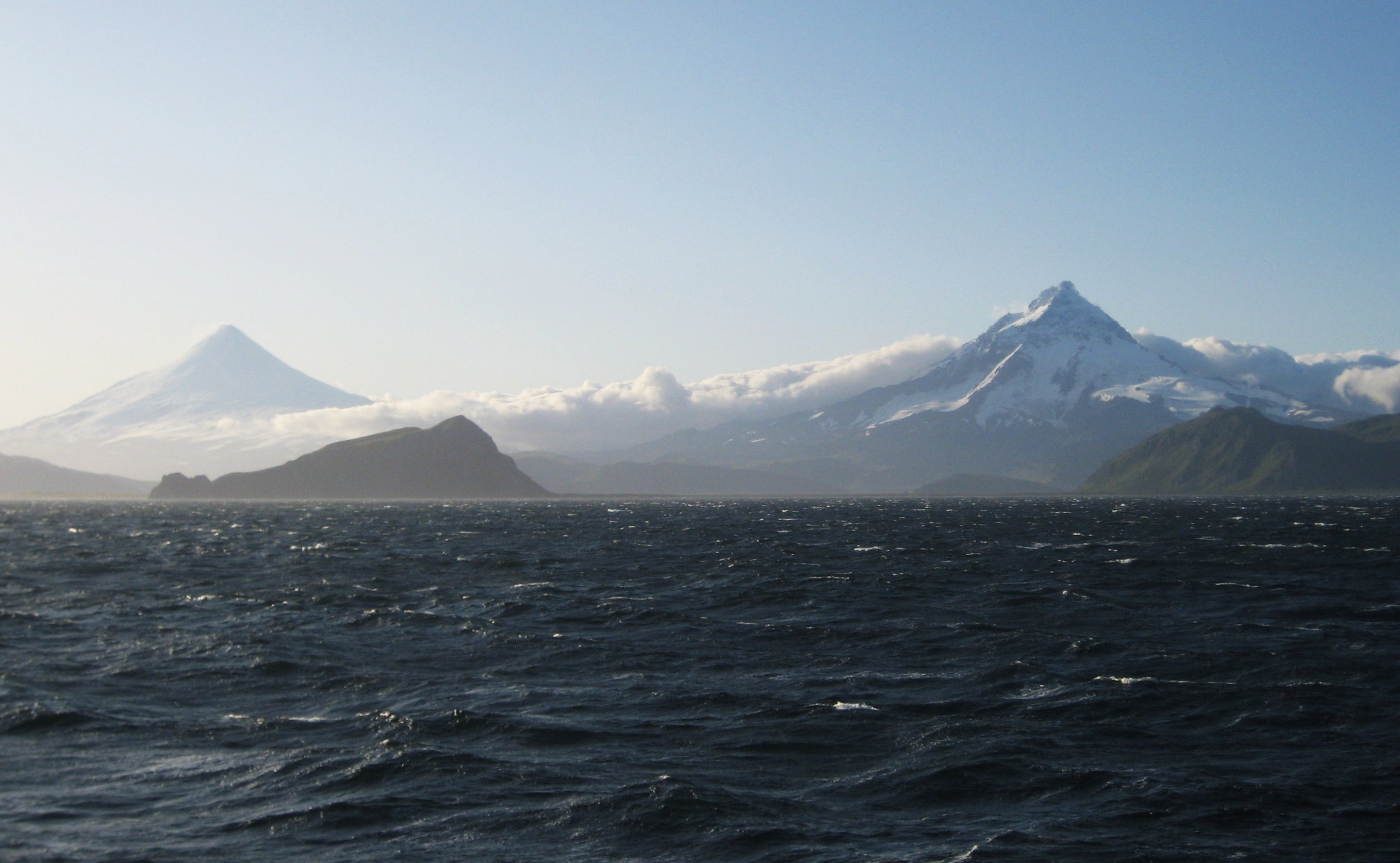
Shishaldin (links) und Isanotski (rechts) auf Unimak Island
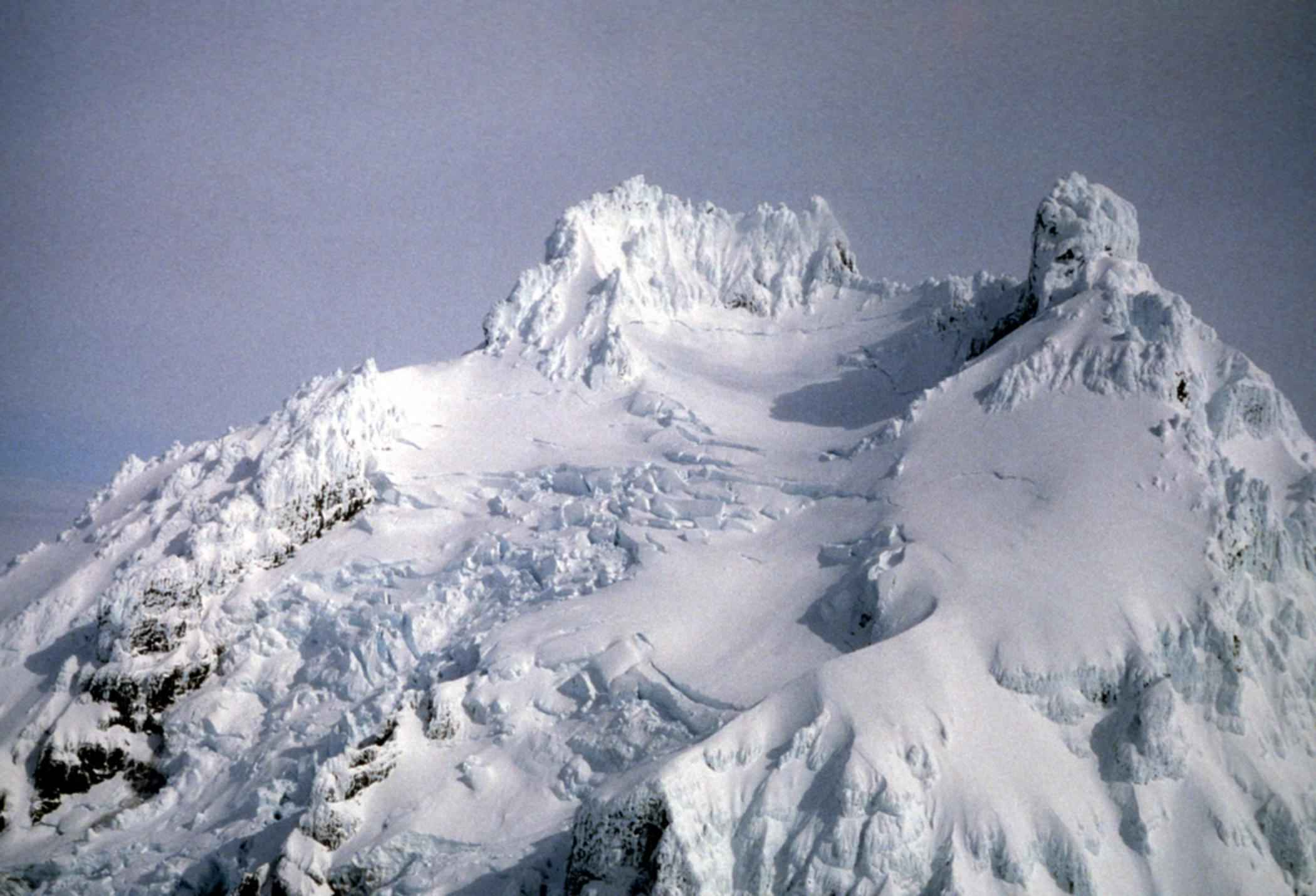
Gipfel des Isanotski